# Cattedrali in Angola

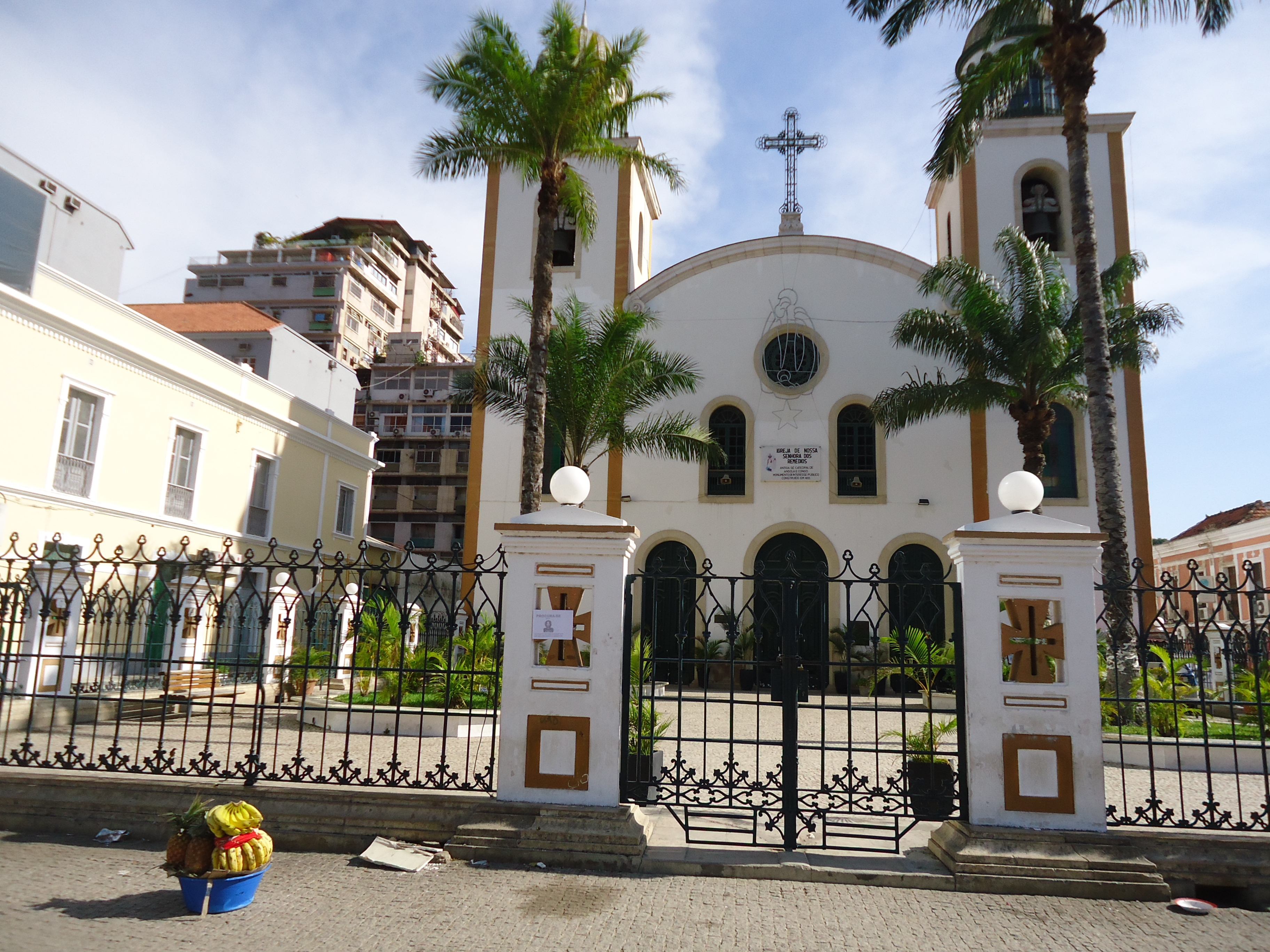
Cattedrale di Luanda

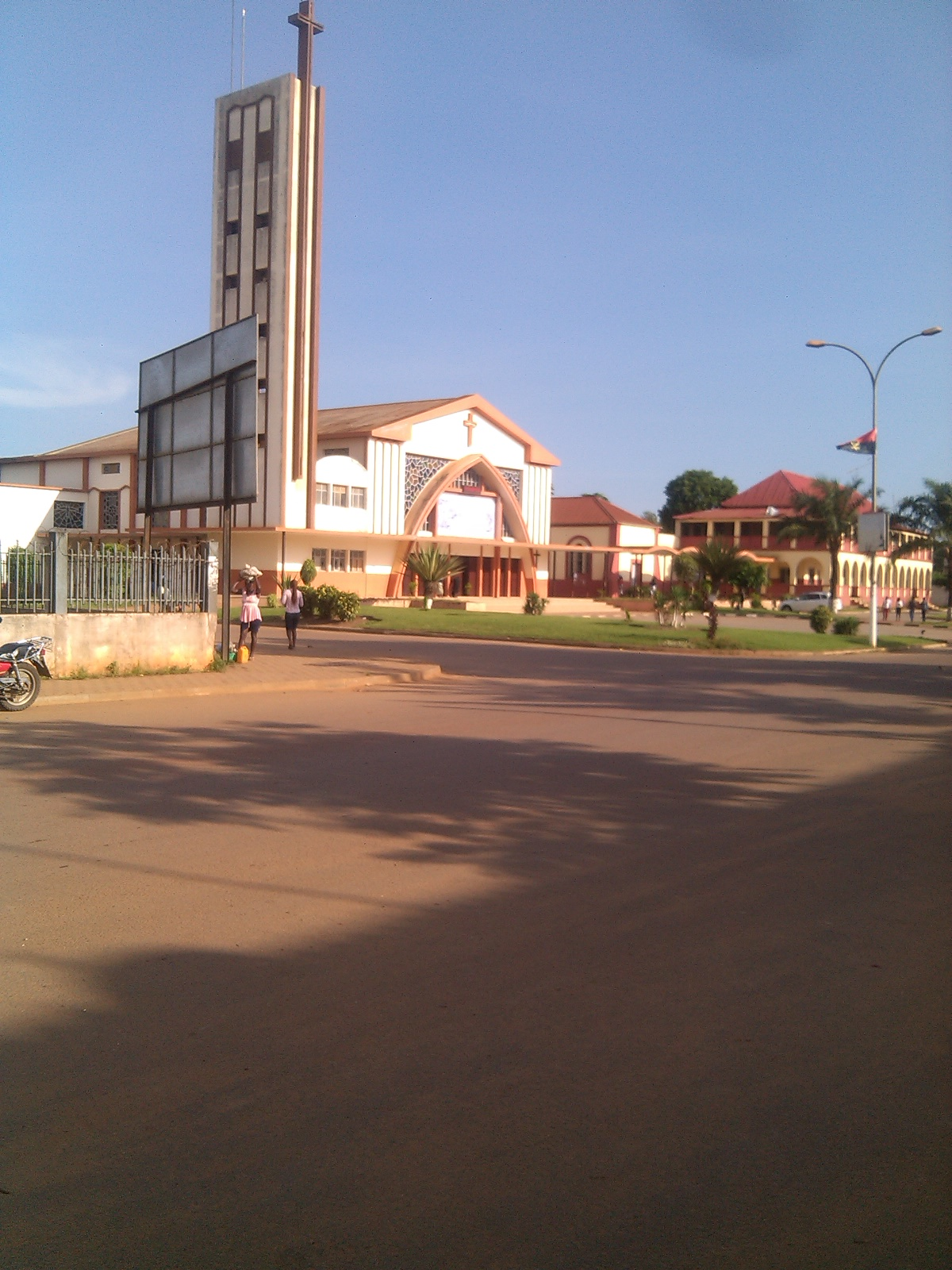
Cattedrale di Ndalatando

Questa è una lista delle cattedrali in Angola.

## Cattedrali cattoliche
| Cattedrale                                              | Arcidiocesi o Diocesi     | Località     |
| ------------------------------------------------------- | ------------------------- | ------------ |
| Cattedrale di Nostra Signora dei Rimedi                 | Arcidiocesi di Luanda     | Luanda       |
| Cattedrale di Nostra Signora Regina del Mondo           | Diocesi di Cabinda        | Cabinda      |
| Cattedrale di Sant'Anna                                 | Diocesi di Caxito         | Caxito       |
| Cattedrale della Beata Maria Vergine Immacolata         | Diocesi di Mbanza Congo   | Mbanza Congo |
| Cattedrale dell'Immacolata Concezione                   | Diocesi di Sumbe          | Sumbe        |
| Cattedrale di San Francesco                             | Diocesi di Viana (Angola) | Viana        |
| Cattedrale di Nostra Signora dell'Immacolata Concezione | Arcidiocesi di Huambo     | Huambo       |
| Cattedrale di Nostra Signora di Fátima                  | Diocesi di Benguela       | Benguela     |
| Cattedrale di San Lorenzo                               | Diocesi di Kwito-Bié      | Kuito        |
| Cattedrale di San Giuseppe                              | Arcidiocesi di Lubango    | Lubango      |
| Cattedrale di Nostra Signora di Fátima                  | Diocesi di Menongue       | Menongue     |
| Cattedrale di San Pietro                                | Diocesi di Namibe         | Namibe       |
| Cattedrale di Nostra Signora delle Vittorie             | Diocesi di Ondjiva        | Ondjiva      |
| Cattedrale di Nostra Signora Assunta                    | Arcidiocesi di Malanje    | Malanje      |
| Cattedrale di San Giovanni Battista                     | Diocesi di Ndalatando     | N'dalatando  |
| Cattedrale dell'Immacolata Concezione                   | Diocesi di Uije           | Uíge         |
| Cattedrale di Maria Assunta                             | Arcidiocesi di Saurimo    | Saurimo      |
| Cattedrale di Nostra Signora dell'Immacolata Concezione | Diocesi di Dundo          | Dundo        |
| Cattedrale di Nostra Signora Assunta                    | Diocesi di Lwena          | Lwena        |